# Malone muore
Malone muore è un romanzo di Samuel Beckett del 1951. È il secondo della trilogia di romanzi, che inizia con Molloy (1951) e termina con L'innominabile (1953). Fu originariamente pubblicato in Francia e in francese con il titolo Malone meurt presso le Éditions de Minuit, solo più tardi fu tradotto con il titolo di Malone Dies, dall'autore stesso, in inglese. La Grove Press pubblicò l'edizione inglese nel 1956.
In italiano è stato tradotto per la prima volta da Giacomo Falco in un volume della SugarCo Edizioni, poi da Aldo Tagliaferri per un volume di Einaudi. Insieme con gli altri due romanzi della trilogia (che a Beckett però non piaceva si chiamasse tale), questa è l'opera che l'autore ha scritto per più tempo, in particolare questa seconda parte, mentre gli amici lo vedevano dimagrire e, conoscendo il titolo, si preoccupavano che stesse scrivendo fino a morire. Alla fine della stesura, però, Beckett fu preso da euforia e da allora ogni volta che finiva di scrivere qualcosa aveva la stessa breve ma intensa felicità.
I personaggi, ancora più che nel precedente romanzo non sembrano più modellati su tipi reali, e diventano astratti, o forse proiezioni di sé, di modo che si può dire come è stato detto in sede critica che tutti i personaggi del romanzo sono lo stesso, come per linguaggio onirico.

## Trama
Malone è un uomo anziano sdraiato nudo nel letto di una struttura che potrebbe essere un ospizio o un ospedale, o forse un manicomio. Le proprie cose gli sono state sottratte (tranne un cappello senza falde e un bastone macchiato di sangue a lato del letto), ma gli è stata data carta e matita. Dal suo letto riesce a vedere la finestra e fuori l'angolo di un palazzo. Quel che scrive, quasi ininterrottamente, ha a che fare con Saposcat, un giovane ospite presso una famiglia di contadini che a un certo punto diventa un uomo cambiando nome in Macmann, un vagabondo che finisce in una stanza di un istituto accudito da una vecchia, Moll, che ha un crocifisso intagliato in un dente. I due cominciano una confusa relazione sessuale, ma poi un giorno lei non torna più e lui viene a sapere che è morta. Intanto nella stanza di Malone qualcuno senza entrare ogni tanto porta via il vaso dei bisogni e vi infila qualcosa da mangiare. Adesso Macmann (che a volte assume la prima persona del racconto) è accudito da un infermiere di nome Lemuel. Malone ammette di aver ucciso sei uomini. Il romanzo termina con una gita di beneficenza organizzata da una dama di carità per i degenti dell'Istituto, ma uno degli inservienti commette un duplice omicidio apparentemente senza motivo.
Malone mentre scrive prova noia e vorrebbe parlare piuttosto di finire, e a volte nomina personaggi d'altri scritti di Beckett, come Murphy, Mercier, Camier, Molloy e Moran.

## Edizioni
- Samuel Beckett, Malone meur, Éditions de Minuit, Paris, 1951.
- id., Malone Dies, Grove Press, New York, 1956.
- id., Malone muore, trad. Giacomo Falco, SugarCo, Milano, I° ed. italiana settembre 1960 (edizione con tagli).
- id., Molloy, Malone muore, L'innominabile, con uno scritto di Theodor W. Adorno, Sugarco, Milano, I° ed. 1965.
- id., La trilogia, Oscar Mondadori, Milano, 1970 (su licenza SugarCo).
- id., Trilogia. Molloy, Malone muore, L'innominabile, trad. e introduzione di Aldo Tagliaferri, Collana Nuova Universale Einaudi n.220, Einaudi, Torino 1996, pp. 193–319 (prima edizione integrale).
- id., Malone muore, prefazione di Gabriele Frasca, Collana Letture, Einaudi, Torino, 2011, ISBN 978-88-06-21006-9.